# 新光王
新光王（日语：シンコウキング），是在愛爾蘭出生的日本純種競賽馬匹。生涯活躍於短途及一哩賽事，曾勝出一級賽高松宮盃及於香港國際碗獲得季軍。

## 出賽前
1991年4月24日出生於愛爾蘭Swettenham Stud，成長途中被日本馬主安田修購入並引入至日本。
其後交由美浦訓練中心練馬師藤澤和雄訓練。

## 競賽生涯

### 4歲（現3歲）
1994年7月出戰福島競馬場的4歲未勝利戰，獲得第六。後再出戰出戰兩場未勝利戰分別獲得第七及第二。
10月2日出戰第四次未勝利戰，終於獲得首勝。
10月16日出戰條件戰土湯特別再次憑藉直路上的凌厲加速，獲得生涯第二勝利。
其後出戰再兩場更高級級別的條件戰，分別獲得亞軍及冠軍。
12月17日，出戰年度最後一戰條件戰師走特別，獲得第三。

### 5歲（現4歲）
1995年年度首戰爲條件戰電視山梨盃，因未能於直路上發揮優勢而僅得第六。
其後連續於三場同級別的條件戰獲得亞軍，未有任何突破。
6月11日出戰高速公路錦標，比賽途中一直堅守第二的位置，並於領放馬失速後進佔領先的位置，最終獲得久違的冠軍。
7月出戰大雪讓賽獲得季軍後，於年末勝出十一月錦標及聖誕錦標，獲得二連勝。其後進入長達1年的休養。

### 6歲（現5歲）
1996年10月26日出戰天鵝錦標作爲復出戰。比賽開始後，其處於中團的位置向前推進，直路上雖然不斷加速，但未能追上前方的真僥倖，及後又被後上的Sugino Hayakaze及必高快馬超越，獲得第四。
11月出戰公開賽富士錦標作爲調整，輕鬆獲得第一。
但於其後的一哩冠軍賽及短途馬錦標分別以第六及第三落敗，結束路6歲的生涯。

### 7歲（現6歲）
1997年7歲生涯的首戰爲讀賣盃，雖然賽前獲得第三人氣，但以第五落敗。
其後於阪急盃中，雖然賽事途中一直處於先頭位置，但於最後直路失速，最終以第七完賽。
4月20日出戰三級賽絲路錦標，因爲於直路上未能進一步衝刺以只獲得季軍。
5月18日出戰一級高松宮盃，僅獲第六人氣。比賽開始後，其處於中團位置，並保持此速度進入最後直路。直路上其開始發力加速，最終跑出全場最快末腳之下獲得奪冠，以7歲之齡獲得首個一級賽冠軍。
賽後其進入放草，以備戰秋季的賽事。
10月25日出戰天鵝錦標，因於直路上未能成功加速而以第九大敗。
其後出戰一哩冠軍賽，比賽途中處於中團位置，但於最後直路不但未能加速，甚至有失速的表現，最終以第十六大敗。
其後陣營決定安排其遠征香港，出戰12月14日的香港國際碗。比賽開始後，其處於中團靠後位置，並以此節奏通過最後彎道。進入最後直路後，其處於內欄位置被其他馬匹阻擋，此時外檔的加泰隆尼及俄國復興加速衝前，而新光王則逐步由內欄移出突破。最終，加泰隆尼及俄國復興分別奪得冠軍及亞軍，而新光王則以些微差距壓過精靈皇帝奪得季軍。
返回日本後，陣營考慮其表現及年齡，決定安排其退役。

### 詳細賽績
| 日期       | 舉辦國家/地區 | 馬場 | 距離   | 級別 | 賽事名稱     | 負重     | 騎師 | 馬號 | 出馬 | 名次 | 時間   | 頭馬（二馬）       |
| ---------- | ------------- | ---- | ------ | ---- | ------------ | -------- | ---- | ---- | ---- | ---- | ------ | ------------------ |
| 9/7/1994   | 日本          | 福島 | 草1000 |      | 4歲未勝利    | 坂本勝美 | 55   | 3    | 14   | 6    | 0:59.7 | River Girl         |
| 6/8/1994   | 日本          | 新潟 | 草1600 |      | 4歲未勝利    | 坂本勝美 | 55   | 3    | 17   | 7    | 1:37.2 | September Song     |
| 18/9/1994  | 日本          | 中山 | 草1200 |      | 4歲未勝利    | 岡部幸雄 | 55   | 13   | 13   | 2    | 1:10.5 | Cerie Yev          |
| 2/10/1994  | 日本          | 福島 | 草1200 |      | 4歲未勝利    | 坂本勝美 | 55   | 8    | 8    | 1    | 1:09.7 | （Hizokko）        |
| 16/10/1994 | 日本          | 福島 | 草1200 |      | 土湯特別     | 坂本勝美 | 55   | 14   | 14   | 1    | 1:10.1 | （Mellow Holiday） |
| 6/11/1994  | 日本          | 東京 | 草1400 |      | 鷹巣山特別   | 橋本廣喜 | 55   | 5    | 11   | 2    | 1:23.3 | Five Nakayama      |
| 10/12/1994 | 日本          | 中山 | 草1600 |      | 清澄特別     | 岡部幸雄 | 55   | 7    | 16   | 1    | 1:33.8 | （Senoe Tiara）    |
| 17/12/1994 | 日本          | 中山 | 草1600 |      | 師走錦標     | 岡部幸雄 | 55   | 3    | 16   | 3    | 1:34.1 | A.P.Dragon         |
| 12/2/1995  | 日本          | 東京 | 草1400 |      | 電視山梨盃   | 岡部幸雄 | 56   | 7    | 14   | 6    | 1:22.7 | Neo Tycoon         |
| 25/3/1995  | 日本          | 中山 | 草1600 |      | 最終盃       | 角田晃一 | 57   | 3    | 12   | 2    | 1:36.7 | Nishino Malakim    |
| 22/4/1995  | 日本          | 東京 | 草1800 |      | 晩春錦標     | 岡部幸雄 | 56   | 3    | 12   | 1    | 1:48.2 | Tosho Excel        |
| 20/5/1995  | 日本          | 東京 | 草1600 |      | 府中錦標     | 岡部幸雄 | 56   | 13   | 18   | 2    | 1:34.2 | 步步驚雷           |
| 11/6/1995  | 日本          | 東京 | 草1400 |      | 高速公路錦標 | 岡部幸雄 | 56   | 3    | 11   | 1    | 1:22.9 | （堂山無敵）       |
| 9/7/1995   | 日本          | 札幌 | 草1800 |      | 大雪讓賽     | 岡部幸雄 | 57.5 | 8    | 12   | 3    | 1:48.3 | Kioi Smart         |
| 19/11/1995 | 日本          | 東京 | 草1600 |      | 十一月錦標   | 蛯名正義 | 58   | 10   | 14   | 1    | 1:34.4 | （Trideed）        |
| 23/12/1995 | 日本          | 中山 | 草1600 | OP   | 聖誕錦標     | 蛯名正義 | 55   | 2    | 16   | 1    | 1:33.9 | （Prime Stage）    |
| 26/10/1996 | 日本          | 京都 | 草1400 | GII  | 天鵝錦標     | 蛯名正義 | 57   | 14   | 16   | 4    | 1:19.5 | Sugino Hayakaze    |
| 10/11/1996 | 日本          | 東京 | 草1800 | OP   | 富士錦標     | 岡部幸雄 | 57   | 3    | 12   | 1    | 1:48.5 | （Glory Charmant） |
| 17/11/1996 | 日本          | 京都 | 草1600 | GI   | 一哩冠軍賽   | 蛯名正義 | 57   | 12   | 18   | 6    | 1:34.1 | 真誠               |
| 15/12/1996 | 日本          | 中山 | 草1200 | GI   | 短途馬錦標   | 岡部幸雄 | 57   | 7    | 11   | 3    | 1:09.6 | 花公園             |
| 2/3/1997   | 日本          | 阪神 | 草1600 | GII  | 讀賣盃       | 蛯名正義 | 57   | 12   | 14   | 5    | 1:35.3 | 大隅鉅子           |
| 29/3/1997  | 日本          | 阪神 | 草1200 | GIII | 阪急盃       | 橋本広喜 | 57.5 | 16   | 16   | 7    | 1:11.0 | 新光森林           |
| 20/4/1997  | 日本          | 京都 | 草1200 | GIII | 絲路錦標     | 橋本廣喜 | 57   | 6    | 16   | 3    | 1:07.6 | 榮進柏林           |
| 18/5/1997  | 日本          | 中京 | 草1200 | GI   | 高松宮盃     | 岡部幸雄 | 57   | 4    | 18   | 1    | 1:08.0 | Eishin Berlin      |
| 25/10/1997 | 日本          | 京都 | 草1400 | GII  | 天鵝錦標     | 岡部幸雄 | 59   | 4    | 16   | 9    | 1:21.8 | 大樹快車           |
| 16/11/1997 | 日本          | 京都 | 草1600 | GI   | 一哩冠軍賽   | 岡部幸雄 | 57   | 7    | 18   | 16   | 1:36.7 | 大樹快車           |
| 14/12/1997 | 香港          | 沙田 | 草1400 | GII  | 香港國際碗   | 武豐     | 57   | 11   | 14   | 3    | 1:22.5 | 加泰羅尼           |

## 退役後
退役後，新光王成爲了配種馬，於北海道靜內町（今新日高町）Lex Stud休養，在1998年進行配種並於秋季輸送至新西蘭短暫配種。首批子嗣於1999年出生。首批子嗣可於2001年出賽。
由於此前於紐西蘭停留時受到當地育馬者歡迎，2003正式輸出至新西蘭配種。同年1月18日，Bramble Rose勝出新西蘭橡樹大賽後，成爲了首匹勝出一級賽的新光王子嗣。
2012年5月17日，因爲蹄葉炎有惡化跡象，醫療團隊商討後決定實施安樂死，享年21歲。

### 主要子嗣

#### 一級賽優勝子嗣
粗體字為一級賽
1999年生
- Bramble Rose（ 新西蘭橡樹大賽）

2003年生
- Eskimo Queen（ 昆士蘭橡樹大賽、 古摩亞經典大賽）

2004年生
- C'est la guerre（ 新西蘭打吡）
- 自由好（ 香港經典一哩賽、  沙田錦標、 馬會盃、 精英碟）
- Barinka（ 新西蘭育馬者錦標）

2009年生
- Close Up（ 大捷龍錦標）

2012年生
- Roger That（ 奧克蘭盃）

#### 分級賽優勝子嗣
2000年生
- Madame Shinko（ 塔拉納基盃）

2002年生
- Fairy Tale（ 董事盃）

## 血統簡介
父系神話王爲美國賽駒，生涯僅出戰一場，但於血統上極其優秀，爲美國著名種馬鞍匠井之全兄，退役後被輸出至歐洲並成爲當地優秀種馬之一。祖父北地舞人爲加拿大賽駒，是美國三冠賽雙冠軍馬，退役後亦爲著名種馬，被譽爲當時改變世界的種馬之一。
母系Rose of Jericho爲美國馬匹，生涯無出賽紀錄。外祖父聲稱爲美國生產的愛爾蘭賽駒，生涯戰績極其優秀僅得一敗，曾做出連霸凱旋門大賽的壯舉。

### 血統表
| 父線：北地舞人系（新北區系）            |                         |                |                 |
| 種馬 神話王 1982年（棗色）              | 北地舞人 1961年（棗色） | 新北區         | Nearco          |
| 種馬 神話王 1982年（棗色）              | 北地舞人 1961年（棗色） | 新北區         | Lady Angela     |
| 種馬 神話王 1982年（棗色）              | 北地舞人 1961年（棗色） | Naltama        | 天才舞者        |
| 種馬 神話王 1982年（棗色）              | 北地舞人 1961年（棗色） | Naltama        | Almahmoud       |
| 種馬 神話王 1982年（棗色）              | Fairy Bridge            | Bold Reason    | Hail to Reason  |
| 種馬 神話王 1982年（棗色）              | Fairy Bridge            | Bold Reason    | Lalun           |
| 種馬 神話王 1982年（棗色）              | Fairy Bridge            | Special        | Forli           |
| 種馬 神話王 1982年（棗色）              | Fairy Bridge            | Special        | Thong           |
| 繁殖雌馬 Rose of Jericho 1984年（棗色） | 聲稱 1974年（棗色）     | Hoist the Flag | Tom Rolfe       |
| 繁殖雌馬 Rose of Jericho 1984年（棗色） | 聲稱 1974年（棗色）     | Hoist the Flag | Wavy Wavy       |
| 繁殖雌馬 Rose of Jericho 1984年（棗色） | 聲稱 1974年（棗色）     | Princess Pout  | Prince John     |
| 繁殖雌馬 Rose of Jericho 1984年（棗色） | 聲稱 1974年（棗色）     | Princess Pout  | Determined Lady |
| 繁殖雌馬 Rose of Jericho 1984年（棗色） | Rose Red 1979年（栗色） | 北地舞人       | 新北區          |
| 繁殖雌馬 Rose of Jericho 1984年（棗色） | Rose Red 1979年（栗色） | 北地舞人       | Naltama         |
| 繁殖雌馬 Rose of Jericho 1984年（棗色） | Rose Red 1979年（栗色） | Cambrienne     | Sicambre        |
| 繁殖雌馬 Rose of Jericho 1984年（棗色） | Rose Red 1979年（栗色） | Cambrienne     | Torbella        |
| 雌系：號族：1-t                         |                         |                |                 |
| 五代內近親交配：北地舞人 2×3            |                         |                |                 |

## 命名由來
名字中，Shinko（シンコウ）是馬主安田修的冠名，出自其所經營之公司新興產業（亦可翻譯作「新光」），而King（キング）即是「王」的意思，繼承自父系神話王的名字。

## 外部連結
- 新光王 netkeiba.com （页面存档备份，存于）
- 血統表 （页面存档备份，存于）